# Regierung Arena
Die Regierung Arena war die neunte Regierung der Französischen Gemeinschaft. Sie amtierte vom 19. Juli 2004 bis zum 20. März 2008.
Der Rat der Französischen Gemeinschaft wurde nicht direkt gewählt, er setzte sich aus den 75 Abgeordneten des Wallonischen Parlaments und den 19 französischsprachigen Mitgliedern des Parlaments der Region Brüssel-Hauptstadt zusammen.
Bei den Wahlen am 13. Juni 1999 bildeten das liberalen Wahlbündnis PRL-FDF-MCC, die sich 2002 zum Mouvement Réformateur (MR) zusammenschlossen, die Sozialistische Partei (PS) und der grünen Ecolo eine gemeinsame Regierung. Ministerpräsident wurde Hervé Hasquin (PRL).
Bei der Parlamentswahl 2004 erlitt Ecolo starke Verluste, wohingegen die Sozialisten deutlich zulegten. Im Anschluss wurde, wie bereits zwischen 1987 und 1995, eine gemeinsame Regierung von PS und Centre Démocrate Humaniste (CDH) – bis 2002 hieß die Partei Parti Social Chrétien (PSC) – gebildet. Ministerpräsidentin wurde Marie Arena (PS).
Am 20. März 2008 wurde Arena Ministerin in der föderalen Regierung Leterme I. Neuer Ministerpräsident wurde Rudy Demotte (PS).

## Zusammensetzung
| Amt | Name                    | Partei | Beginn der Amtszeit | Ende der Amtszeit |
| --- | ----------------------- | ------ | ------------------- | ----------------- |
| Ministerpräsidentin, verantwortlich für Schulpflicht und Erwachsenenbildung                                                          | Marie Arena             | PS     | 19. Juli 2004       | 20. Juli 2007     |
| Ministerpräsidentin, verantwortlich für Schulpflicht                                                                                 | Marie Arena             | PS     | 20. Juli 2007       | 20. März 2008     |
| stellvertretende Ministerpräsidentin und Ministerin für Hochschulbildung, wissenschaftliche Forschung und internationale Beziehungen | Marie-Dominique Simonet | CDH    | 19. Juli 2004       | 20. März 2008     |
| stellvertretender Ministerpräsident und Minister für Haushalt und Finanzen                                                           | Michel Daerden          | PS     | 19. Juli 2004       | 20. Juli 2007     |
| stellvertretender Ministerpräsident und Minister für Haushalt, Finanzen, den Öffentlichen Dienst und Sport                           | Michel Daerden          | PS     | 20. Juli 2007       | 20. März 2008     |
| Minister für den Öffentlichen Dienst und Sport                                                                                       | Claude Eerdekens        | PS     | 19. Juli 2004       | 20. Juli 2007     |
| Ministerin für Kultur, Audiovisuelles und Jugend                                                                                     | Fadila Laanan           | PS     | 19. Juli 2004       | 20. Juli 2007     |
| Ministerin für Kultur und Audiovisuelles                                                                                             | Fadila Laanan           | PS     | 20. Juli 2007       | 20. März 2008     |
| Ministerin für Kinder, Jugendhilfe und Gesundheit                                                                                    | Catherine Fonck         | CDH    | 19. Juli 2004       | 20. März 2008     |
| Minister für Jugend und Erwachsenenbildung                                                                                           | Marc Tarabella          | PS     | 20. Juli 2007       | 20. März 2008     |

## Umbesetzungen
Claude Eerdekens (PS) trat am 20. Juli 2007 zurück und wurde Abgeordneter des föderalen Parlaments. Der Europaabgeordnete Marc Tarabella (PS) wurde Minister, gleichzeitig wurden die Zuständigkeiten der Ministerien modifiziert.